# Selos da Série Castle

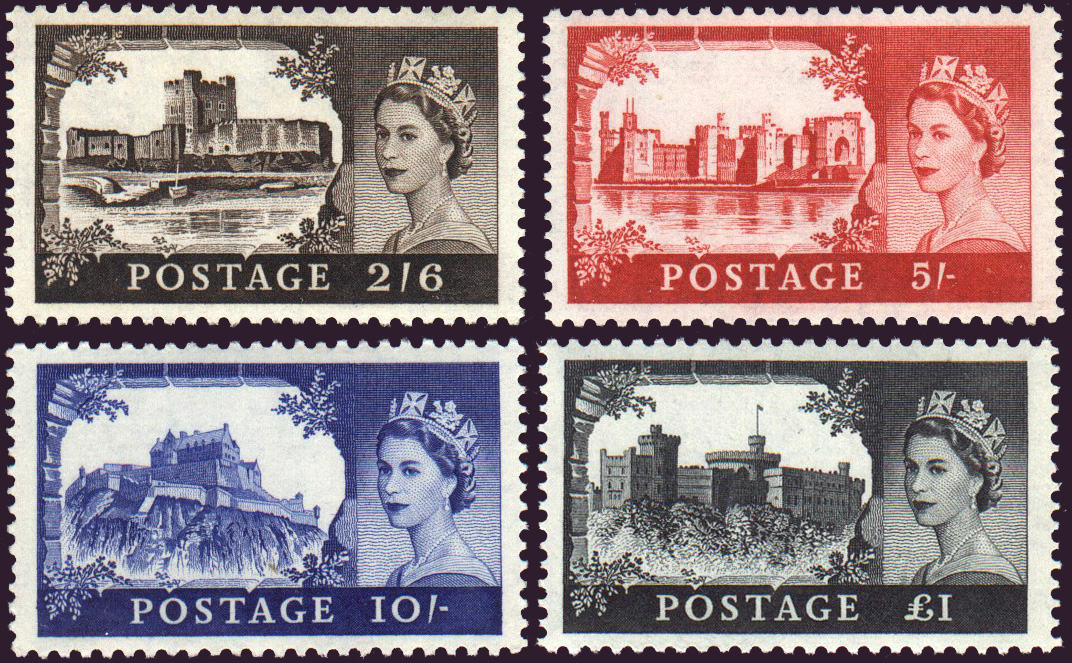
Selos da série First Castle em 2/6, 5/-, 10/- e £1 denominações emitidas em 1955.

A Série Castle ou Castle High Value são duas séries de selos definitivos emitidas no Reino Unido durante o reinado da Rainha Isabel II do Reino Unido. Os aspectos comuns das duas séries são os quatro castelos escolhidos, um para cada país do Reino Unido.
A primeira série, projetada por Lynton Lamb, foi emitida em setembro de 1955. O segundo, criado a partir de fotos tiradas pelo Príncipe André, Duque de Iorque, o segundo filho da Rainha, foi emitido em outubro de 1988.
Os selos traziam as maiores denominações completando a série definitiva Wilding e Machin. Cada série castle foi substituída por selos machin, respectivamente em 1969 e 1999.

## A Série de 1955
A série Castle de 1955 substituiu outra série de quatro selos de alto valor emitida em 1951. Eles apresentavam o perfil do rei Jorge VI e foram ilustrados por duas fotos (HMS Victory, navio de Lorde Nelson, nos 2 xelins e 6 pence, e os penhascos brancos de Dover nos 5 xelins) e dois símbolos (São Jorge e o Dragão nos 10 xelins e o Brasão Real de Armas no selo de libra esterlina de uma libra). A morte do rei, em 6 de fevereiro de 1952, provocou a preparação para uma nova série com a efígie de Isabel II.

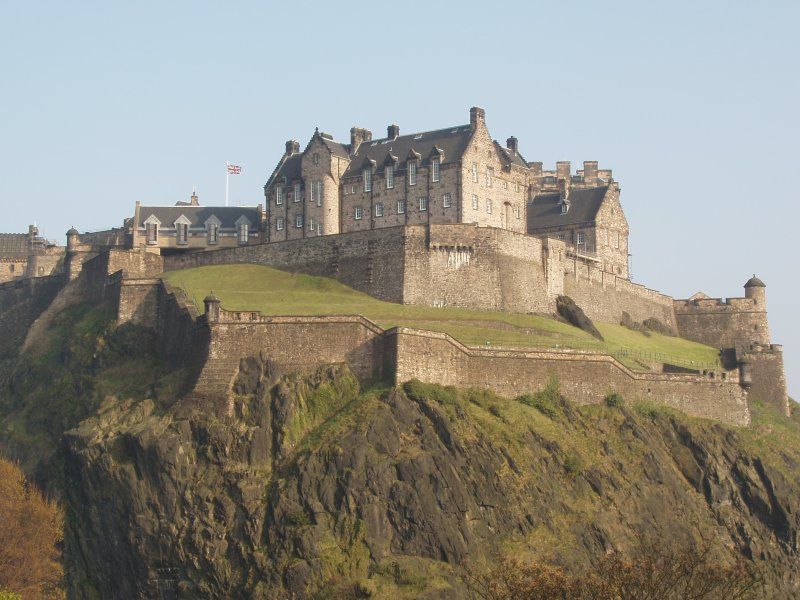
Fotografia do Castelo de Edimburgo do ponto de vista semelhante aos selos.

Como os comentários na imprensa filantrópica foram negativos sobre os dois selos pictóricos, o Departamento de Serviços Postais propôs substituir as imagens por duas novas imagens alegóricas. Mas seu diretor decidiu que os artistas convidados pelo Council of Industrial Design devem ser livres na proposta que tiveram de apresentar no início de 1953.
Em junho de 1953, os projetos alegóricos não agradaram o Chefe dos Correios, general Herbrand Sackville, e o Conselho de Design Industrial. Inspirados pelos projetos de Mary Ashead usando imagens não alegóricas, incluindo castelos, eles permitem que alguns artistas e impressoras Waterlow and Sons criem proposições com vistas de monumentos britânicos, conhecidos pelo público e ligados à história da Família Real. A lista inicial era: a Torre de Londres no 2s 6d verde, o Castelo de Caernarfon no vermelho 5s, o Castelo de Edimburgo no azul dos anos 1910 e o Castelo de Windsor no marrom de £1.
Quando consultado, o Ministro do Interior, David Maxwell Fyfe, aconselhou a adição de um castelo da Irlanda do Norte: a Torre de Londres foi substituída pelo Castelo de Carrickfergus, localizado no lado norte de Belfast Lough. A cor verde proposta para o selo 2s 6d foi alterada para marrom: o objetivo era evitar evocações do sentimento nacionalista irlandês. O selo libra esterlina tornou-se preto.  Os artistas restantes prepararam seus projetos durante o verão de 1953. Eles criaram desenhos dos castelos auxiliados por fotos de carteiros e funcionários públicos, e projetos para o quadro.
Ao mesmo tempo, H.J. Bard, um gravador da Waterlow and Sons, preparou a efígie real reproduzindo o retrato fotográfico de Dorothy Wilding já usado na série definitiva.
Em janeiro de 1954, o cenário de Lynton Lamb, conhecido como "gruta quebrada", foi escolhido: o castelo está à vista do leitor através de um buraco em uma velha parede de pedra, ao lado do qual está de pé o retrato da Rainha. Sob a orientação e exigências dos funcionários, Lamb continuou seu trabalho sobre os desenhos dos castelos durante 1954, visitando pessoalmente Edimburgo e Windsor.
Em 25 de outubro de 1954, o Chefe dos Correios, General Sackville, achou que o projeto estava pronto e o levou ao Council of Industrial Design em novembro. Lá, ele defendeu a passagem de duas para uma cor. A Rainha Isabel II aprovou os projetos em março de 1955. No Waterlow's, Ward sob a atenção de Lamb fez o mestre morrer pela impressão em colcogravura. A questão foi finalmente aceita pela Rainha em 29 de junho de 1955.

### Carreira Britânica
A edição dos quatro selos ocorreu em duas etapas: 2 xelins 6 pence marrom "Castelo de Carrickfergus" e 5s vermelho "Castelo de Caernarfon" foram emitidos em 1 de setembro de 1955, e a venda começou em 23 de setembro para os outros dois: 10 xelins azuis "Castelo de Edimburgo" e 1 libra preta "Castelo de Windsor".
De 1955 a 1957, os selos foram impressos por Waterlow and Sons em papel marcado: a Coroa de São Eduardo com a Cifra Real ("E 2 R"). Em 1958, com a mesma marca d'água, então uma marca d'água coroada em 1959, a impressão foi dada a De La Rue. O contrato foi aprovado em 1967 para Bradbury Wilkinson, que não usava mais papel com marca d'água.
No Reino Unido, os quatro selos foram retirados em 15 de maio de 1970, um ano após a emissão de selos de alto valor de Machin impressos em alto formato em colcogravura por Bradbury Wilkinson. Os três menores valores da série Castle foram invalidados em 1 de março de 1972.

### Uso no exterior

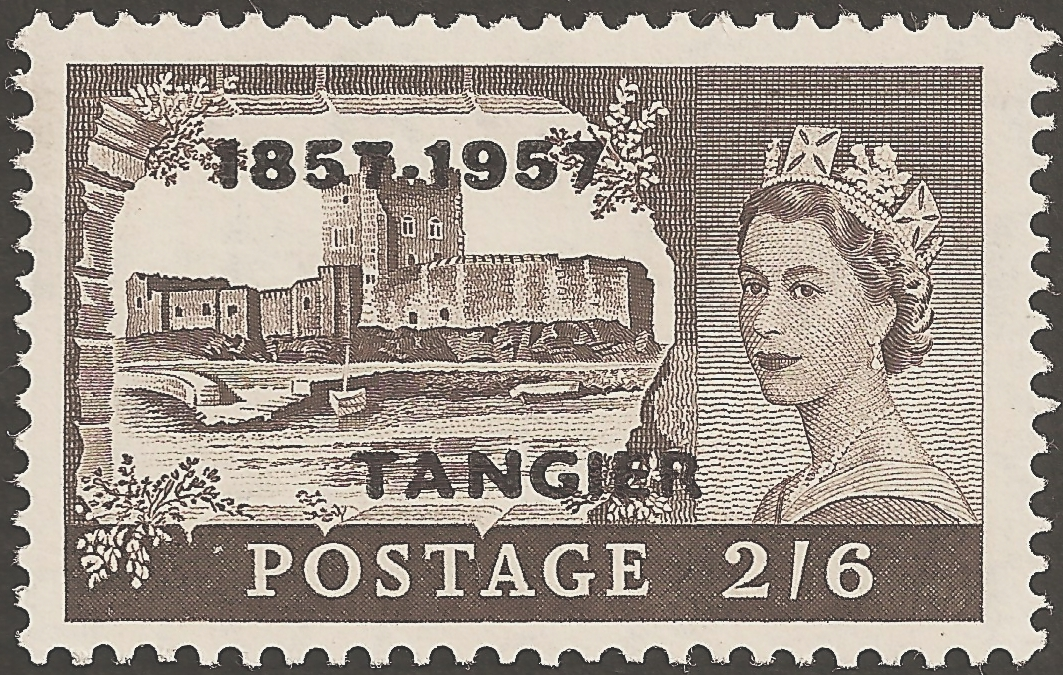
2/6 marrom sobrecarregado para o centenário da agência postal Tânger, em Marrocos.

Os 2 xelins e 6 pence, 5 xelins e 10 selos de xelim foram emitidos com super impressões em agências postais britânicas no exterior. Apenas waterlow e sons e selos impressos de De La Rue foram tão emitidos. A superimposição indicou o território de uso.
Ao redor do Golfo Pérsico, os selos precisavam de uma nova denominação em rúpias indianas, mais tarde nas rúpias do Golfo, sendo super impressos para serem usados no Bahrein, Kuwait, Catar e estados Trégua.
Em Tânger, Marrocos, os três selos do Castelo estavam disponíveis nos correios britânicos em 1955. Quando o escritório teve que ser fechado em 1957, seu centenário foi celebrado com uma segunda superimposição ("1857 - 1957") em todos os selos wilding e castle. Alguns selos do Castelo são conhecidos sem o hífen ou com um impresso graças a uma terceira superimposição.

### Comemorativos
Em 22 de março de 2005, a Royal Mail emitiu uma mini folha para o 50º aniversário da série Castle. As denominações foram alteradas para 50 pence para um marrom "Castelo de Carrickfergus" e um "Castelo de Windsor" marrom escuro, e uma libra para um "Castelo Caernarfon" vermelho e um "Castelo de Edimburgo" azul. A impressora holandesa Enschede conseguiu usar as dies originais para criar o novo material de impressão, mas para a digitalização do selo do Castelo de Windsor de um selo de 1955 era necessária.

## A Série de 1988

### Descrição
Em 18 de outubro de 1988, os quatro selos machin de alto valor de grande formato, impressos em fotogravura e emitidos desde fevereiro de 1977, foram substituídos por uma nova série castle.  Os quatro novos selos foram impressos em colcogravura, e suas ilustrações foram baseadas em fotografias tiradas pelo príncipe Andrew. O perfil da Rainha Elizabeth II apareceu em um dos cantos superiores, e foi baseado na escultura de Arnold Machin que aparece na série Machin. Os mesmos castelos foram usados como para a série de 1955: Carrickfergus em um selo verde de £1, Caernarfon no marrom £1,50, Edimburgo no azul £2 e Windsor no marrom £5. O design da gruta quebrada foi substituído por um fundo branco, e foi considerado austero em comparação com a abordagem romântica de Lyndon Lamb.

### Carreira
Em 1992, a série foi reeditada com dois elementos alterados, a fim de combater a falsificação. Uma perfuração elíptica foi adicionada aos lados, e a tinta variáveis ópticas (OVI), que parece verde ou dourada, dependendo de como é vista, foi usada para imprimir o perfil da Rainha. Este último não era mais a cabeça Machin com coroa, mas o perfil monocolor criado por Machin para selos comemorativos.
Em 1995, o selo do Castelo Carrickfergus de £1 foi reeditado com uma nova denominação de três libras, porque a inflação já não justificava o uso de um método de impressão caro como o colcogravura pelo valor de uma libra. Um selo definitivo de £1 Machin foi criado no mesmo ano, impresso em uma tinta metálica azul-violeta.  Em 9 de março de 1999, a segunda série Castle foi substituída por quatro selos máquinas impressas em colcogravuras de uma gravura por Czesław Słania.